# 薬物のない世界のための財団
薬物のない世界のための財団（やくぶつせかいのためのざいだん、Foundation for a Drug-Free World、FDFW）とは、
2006年にサイエントロジー教会によって設立された薬物反対組織である。この組織はサイエントロジー教会とは別の団体として存在しており、薬物の真実の情報を広く知らせるため各国の政府や教育機関、警察、軍組織や同じ目的を持つボランティア団体と共に連携を取り活動を行っている。

## 歴史
薬物のない世界のための財団は2006年10月に設立された。2008年には、国際連合の国際薬物乱用・不正取引防止デーと提携した。

## 展開されているキャンペーンなど
公式のホームページでは１４種類ものドラッグ別の無料オンラインコースが提供されており、これらのコースでそのドラッグの特徴や短期的長期的な影響などについて学ぶことができる。

## 日本支部：DRUGFREEWORLD JAPAN（日本薬物対策協会）
国内においては２００８年頃より活動を開始。公立学校での薬物乱用防止講演や街頭やイベントでの小冊子配布活動などを行っている。
これまでに延べ１４万人以上の学生や人々に薬物乱用防止講演を提供している。
近年では「ダメ・絶対」の標語で有名な公益財団法人麻薬・覚せい剤乱用防止センターや有志の学生などのボランティア団体と連携を取り、薬物問題に取り組んでいる。